# بهارات الکترونیکس
بهارات الکترونیکس (انگلیسی: Bharat Electronics) شرکت صنایع هوافضایی هندی است، که در سال ۱۹۵۴ تأسیس شد.